# Fontaine-Étoupefour
Fontaine-Étoupefour  (phát âm tiếng Pháp: [fɔ̃tɛn etupfuʁ] ⓘ) là một xã ở tỉnh Calvados, thuộc vùng Normandie ở tây bắc nước Pháp.